# 800 mètres féminin aux championnats du monde d'athlétisme 2013
Navigation
Daegu 2011 Pékin 2015
L'épreuve du 800 mètres féminin des championnats du monde de 2013 s'est déroulée du 15 au 18 août 2013 dans le Stade Loujniki, le stade olympique de Moscou, en Russie. Elle est remportée par la Kényane Eunice Sum.

## Critères de qualification
Pour se qualifier pour les Championnats (minima A), il fallait avoir réalisé moins de 2 min 00 s 00 entre le 1er octobre 2012 et le 29 juillet 2013. Le minima B est de 2 min 01 s 50  .

## Records et performances

### Records
Les records du 800 m femmes (mondial, des championnats et par continent) étaient avant les championnats 2013 les suivants.
| Record                    | Athlète               | Pays             | Temps         | Lieu                         | Date             |
| ------------------------- | --------------------- | ---------------- | ------------- | ---------------------------- | ---------------- |
| Record du monde           | Jarmila Kratochvílová | Tchécoslovaquie  | 1 min 53 s 28 | Munich, Allemagne            | 26 juillet 1983  |
| Record des championnats   | Jarmila Kratochvílová | Tchécoslovaquie  | 1 min 54 s 68 | Helsinki, Finlande           | 9 août 1983      |
| Record d'Afrique          | Pamela Jelimo         | Kenya            | 1 min 54 s 01 | Zurich, Suisse               | 29 août 2008     |
| Record d'Asie             | Liu Dong              | Chine            | 1 min 55 s 54 | Beijing, Chine               | 9 septembre 1993 |
| Record d'Amérique du Nord | Ana Fidelia Quirot    | Cuba             | 1 min 54 s 44 | Barcelone, Espagne           | 9 septembre 1989 |
| Record d'Amérique du Sud  | Letitia Vriesde       | Suriname         | 1 min 56 s 68 | Gothenburg, Suède            | 13 août 1995     |
| Record d'Europe           | Jarmila Kratochvílová | Tchécoslovaquie  | 1 min 53 s 28 | Munich, Allemagne de l'Ouest | 26 juillet 1983  |
| Record d'Océanie          | Toni Hodgkinson       | Nouvelle-Zélande | 1 min 58 s 25 | Atlanta, États-Unis          | 27 juillet 1996  |

### Meilleures performances de l'année 2013
Les dix  athlètes les plus rapides de l'année sont, avant les championnats (au 25 juillet 2013), les suivants. 
|    | Athlète                   | Pays       | Temps         | Lieu              | Date           |
| -- | ------------------------- | ---------- | ------------- | ----------------- | -------------- |
| 1  | Francine Niyonsaba        | Burundi    | 1 min 56 s 72 | Eugene, Orégon    | 1er juin 2013  |
| 2  | Malika Akkaoui            | Maroc      | 1 min 57 s 64 | Paris Saint-Denis | 6 juillet 2013 |
| 3  | Alysia Johnson Montano    | États-Unis | 1 min 57 s 75 | Paris Saint-Denis | 6 juillet 2013 |
| 4  | Brenda Martinez           | États-Unis | 1 min 58 s 18 | Eugene, Orégon    | 1er juin 2013  |
| 5  | Janeth Jepkosgei Busienei | Kenya      | 1 min 58 s 71 | Eugene, Orégon    | 1er juin 2013  |
| 6  | Mariya Savinova           | Russie     | 1 min 58 s 75 | Yerino, Russie    | 2 juin 2013    |
| 7  | Margarita Mukasheva       | Kazakhstan | 1 min 58 s 96 | Kazan, Russie     | 9 juillet 2013 |
| 8  | Abeba Aregawi             | Suède      | 1 min 59 s 20 | Hengelo           | 8 juin 2013    |
| 9  | Yekaterina Kupina         | Russie     | 1 min 59 s 21 | Yerino, Russie    | 2 juin 2013    |
| 10 | Ekaterina Poistogova      | Russie     | 1 min 59 s 39 | Oslo              | 13 juin 2013   |

## Résultats

### Finale
| Rang               | Athlète              | Temps         | Note |
| ------------------ | -------------------- | ------------- | ---- |
| Médaille d'or      | Eunice Sum           | 1 min 57 s 38 | PB   |
| Médaille d'argent  | Brenda Martinez      | 1 min 57 s 91 | PB   |
| Médaille de bronze | Alysia Montaño       | 1 min 57 s 95 |      |
| 4                  | Ekaterina Poistogova | 1 min 58 s 05 | SB   |
| 5                  | Ajee Wilson          | 1 min 58 s 21 | PB   |
| 6                  | Nataliia Lupu        | 1 min 59 s 79 |      |
| 7                  | Lenka Masná          | 2 min 00 s 59 |      |
| ——                 | Mariya Savinova      | 1 min 57 s 80 | DQ   |

### Demi-finales
Les trois premières athlètes de chaque course (Q) ainsi que les deux meilleurs temps (q) se qualifient pour la finale.
| Rang | Athlète              | Temps         | Note  |
| ---- | -------------------- | ------------- | ----- |
| 1    | Alysia Montaño       | 1 min 58 s 92 | Q     |
| 2    | Brenda Martinez      | 1 min 59 s 03 | Q     |
| 3    | Nataliia Lupu        | 1 min 59 s 43 | Q, SB |
| 4    | Ekaterina Poistogova | 1 min 59 s 48 | q     |
| 5    | Lenka Masná          | 1 min 59 s 56 | q, PB |
| 6    | Halima Hachlaf       | 2 min 00 s 55 |       |
| 7    | Laura Muir           | 2 min 00 s 83 |       |
| 8    | Winny Chebet         | 2 min 01 s 04 |       |

| Rang | Athlète             | Temps         | Note |
| ---- | ------------------- | ------------- | ---- |
| 1    | Eunice Jepkoech Sum | 2 min 00 s 70 | Q    |
| —    | Mariya Savinova     | DQ            |      |
| 3    | Ajee Wilson         | 2 min 00 s 90 | Q    |
| 4    | Rose Mary Almanza   | 2 min 00 s 98 |      |
| 5    | Maryna Arzamasava   | 2 min 01 s 19 |      |
| 6    | Elena Kotulskaya    | 2 min 01 s 75 |      |
| 7    | Marilyn Okoro       | 2 min 02 s 26 |      |
| 8    | Malika Akkaoui      | 2 min 02 s 29 |      |

### Séries
Les trois premiers de chaque séries (Q) plus les 4 meilleurs temps (q) se qualifient pour les quarts de finale.
| Rang | Athlète                 | Temps         | Note |
| ---- | ----------------------- | ------------- | ---- |
| 1    | Brenda Martinez         | 1 min 59 s 39 | Q    |
| 2    | Marilyn Okoro           | 1 min 59 s 43 | Q SB |
| —    | Mariya Savinova         | DQ            | Q    |
| 3    | Winny Chebet            | 1 min 59 s 58 | q SB |
| 4    | Marina Arzamasova       | 1 min 59 s 60 | q SB |
| 5    | Marta Milani            | 2 min 02 s 41 |      |
| 6    | Karine Belleau-Béliveau | 2 min 02 s 93 |      |
| 7    | Egle Balciunaite        | 2 min 08 s 77 |      |

| Rang | Athlète                | Temps         | Note |
| ---- | ---------------------- | ------------- | ---- |
| 1    | Alysia Johnson Montano | 1 min 59 s 47 | Q    |
| 2    | Nataliia Lupu          | 1 min 59 s 59 | Q SB |
| 3    | Halima Hachlaf         | 2 min 00 s 04 | Q    |
| 4    | Angela Smit            | 2 min 00 s 60 |      |
| 5    | Jessica Judd           | 2 min 01 s 48 |      |
| 6    | Chunyu Wang            | 2 min 02 s 05 | SB   |
| 7    | Roseanne Galligan      | 2 min 02 s 05 |      |
| 8    | Marina Pospelova       | 2 min 03 s 42 |      |

| Rang | Athlète              | Temps         | Note |
| ---- | -------------------- | ------------- | ---- |
| 1    | Malika Akkaoui       | 1 min 59 s 63 | Q    |
| 2    | Ekaterina Poistogova | 1 min 59 s 90 | Q    |
| 3    | Ajee Wilson          | 2 min 00 s 00 | Q    |
| 4    | Rose Mary Almanza    | 2 min 00 s 27 | q    |
| 5    | Lenka Masna          | 2 min 00 s 31 | q SB |
| 6    | Natoya Goule         | 2 min 00 s 93 |      |
| 7    | Olha Lyakhova        | 2 min 00 s 98 |      |
| 8    | Elisabeth Mandaba    | 2 min 14 s 35 | SB   |

| Rang | Athlète             | Temps         | Note |
| ---- | ------------------- | ------------- | ---- |
| 1    | Eunice Jepkoech Sum | 2 min 00 s 49 | Q    |
| 2    | Elena Kotulskaya    | 2 min 00 s 50 |      |
| 3    | Laura Muir          | 2 min 00 s 80 | PB   |
| 4    | Fantu Magiso        | 2 min 01 s 11 |      |
| 5    | Kelly Hetherington  | 2 min 01 s 57 |      |
| 6    | Melissa Bishop      | 2 min 01 s 91 |      |
| 7    | Margarita Mukasheva | 2 min 02 s 06 |      |
| 8    | Elena Mirela Lavric | 2 min 10 s 37 |      |

## Légende
Records et Performances
- AR : Record continental (area record)
- CR : Record des championnats (championship record)
- MR : Record du meeting (meet record)
- NR : Record national (national record)
- OR : Record olympique (olympic record)
- PR : Record paralympique (paralympic record)
- PB : Record personnel (personal best)
- SB : Meilleure performance personnelle de la saison (season's best)
- WL : Meilleure performance mondiale de l'année (world leader)
- WJR : Record du monde junior (world junior record)
- WR : Record du monde (world record)

Circonstances et Conditions
- DNF : N'a pas terminé (did not finish)
- DNS : N'a pas pris le départ (did not start)
- DQ : Disqualification (disqualification)
- NM : Aucun essai valable enregistré (No Mark)
- Q : Qualifié « directement » au prochain tour (ou à la prochaine compétition), lors d'une compétition majeure, grâce au classement ou à la réalisation des minima (automatic qualifier)
- q : Qualifié au prochain tour (ou à la prochaine compétition), lors d'une compétition majeure, grâce au repêchage ou à la réalisation de l'une des meilleures performances parmi celles des « non qualifiés directement » (grâce au meilleur temps ou à la meilleure distance par exemple) (secondary qualifier)